# Remote sensing

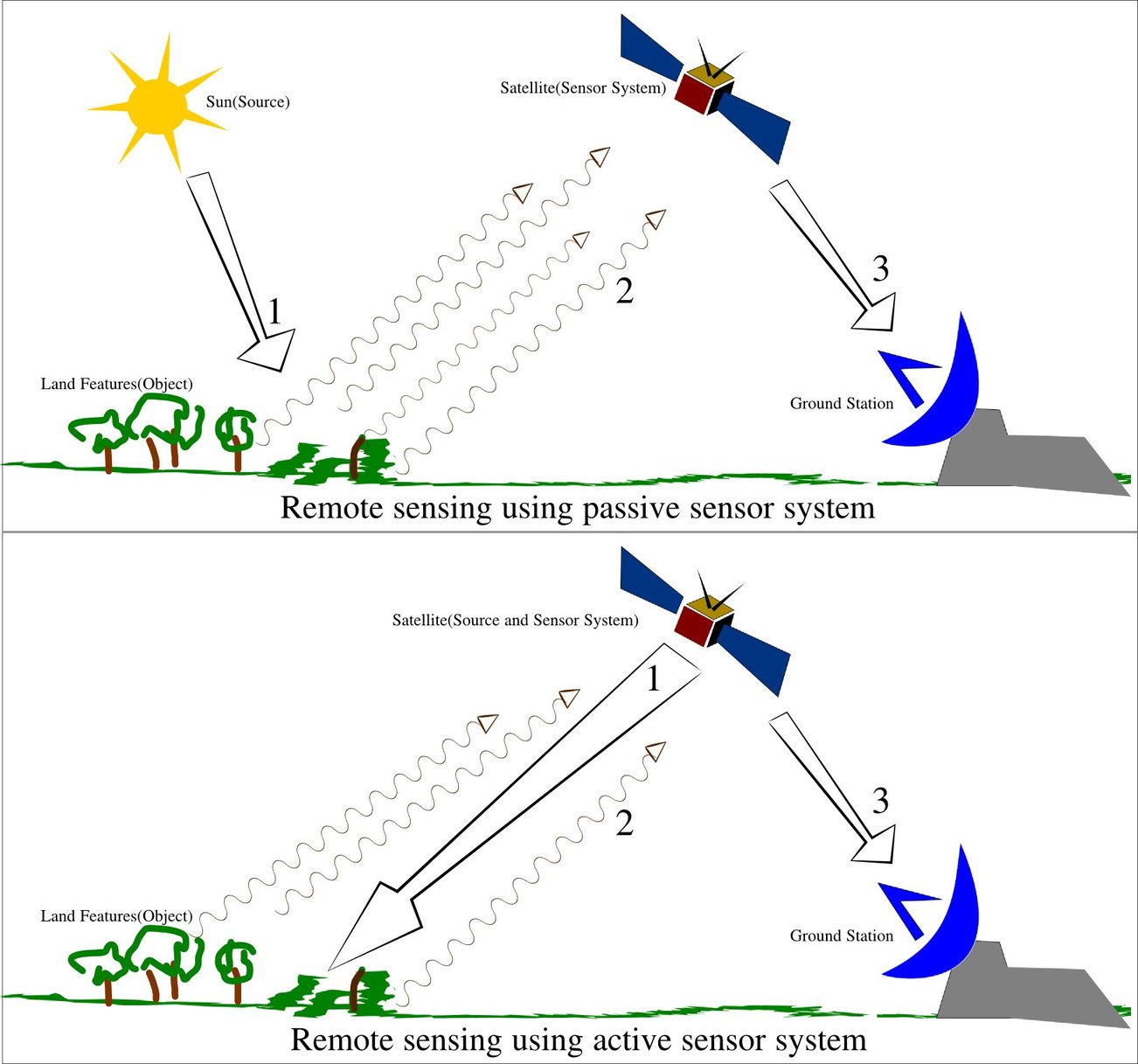
Remote Sensing

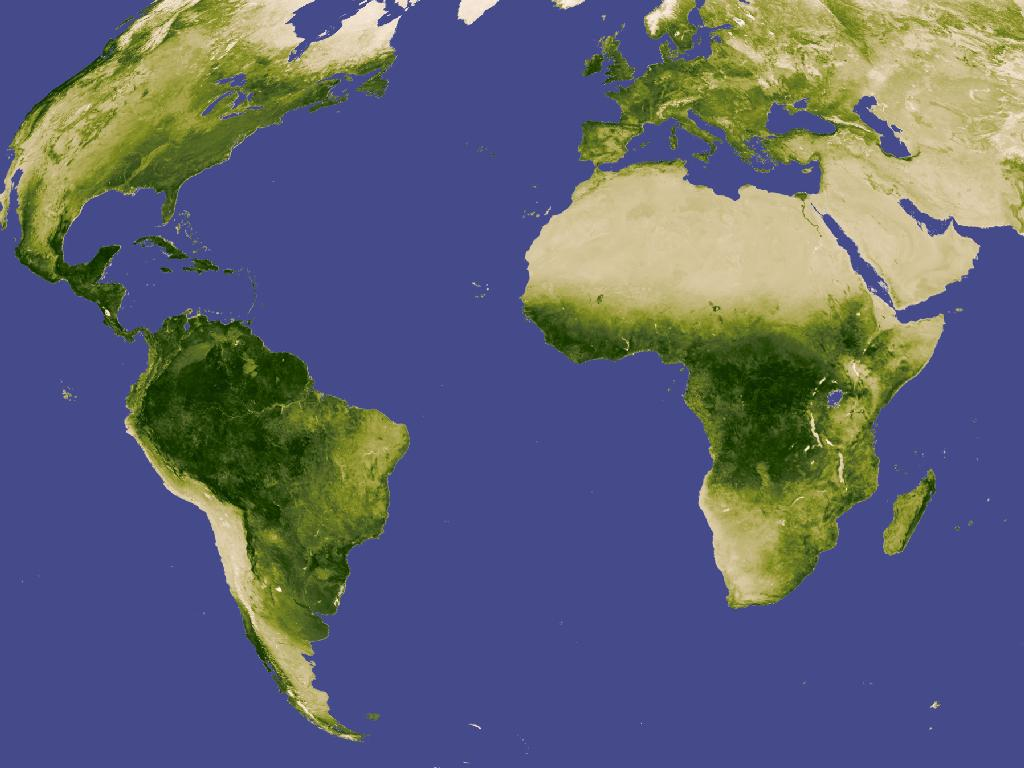
Vegetatie tussen november en december 2007. Afgebeeld staat de NDVI, een maat voor de vegetatie. De afbeelding is verkregen met behulp van remote sensing.

Remote sensing (in Vlaanderen ook wel teledetectie genoemd) is een verzamelterm voor technieken om vanaf afstand informatie te verkrijgen, dus in tegenstelling tot waarneming ter plaatse. Twee bekende voorbeelden van remote sensing zijn radar en lidar, waarmee de snelheid en de locatie van een voorwerp kunnen worden gemeten.
Tegenwoordig wordt de term vooral gebruikt voor aardobservatie: het verzamelen van gegevens over het aardoppervlak door middel van observatiesatellieten, luchtballonnen, schepen (sonar) of andere hulpmiddelen. Gebieden die slecht bereikbaar of gevaarlijk zijn, kunnen dankzij teledetectie toch worden bekeken. Hieronder verstaat men voornamelijk satellietbeelden en soms ook luchtfotografie.
Remote sensing wordt voor verschillende doeleinden gebruikt; om milieuproblemen in kaart te brengen, voor meteorologische waarnemingen en voor defensiedoeleinden.

## Systemen voor data-inwinning
Er wordt een onderscheid gemaakt tussen passieve systemen en actieve systemen. Bij actieve remote sensing zendt men zelf signalen (zoals radiopulsen) uit, die later worden opgevangen, bij de passieve variant wordt slechts waargenomen, zoals bij fotografie (dan wordt de weerkaatsing van zonlicht vastgelegd).
Een passief systeem wil zeggen dat de sensoren van de vliegtuigen, satelliet de karakteristieke weerkaatste elektromagnetische stralen afkomstig van de zon registreren en deze leveren dan beelden van het aardoppervlak.
Een sensor kan elektromagnetische golven registreren die niet zichtbaar zijn voor het menselijk oog. Zo zijn er sensoren die warmte kunnen registreren door het meten van infrarood-emissie. Hierdoor worden dan valsekleurencomposieten gemaakt. Het interval waarbinnen een sensor kan registreren noemt men de spectrale gevoeligheid van de sensor.
Een actief systeem betekent dat de sensoren van de vliegtuigen, satelliet eerst zelf een radar signaal uitsturen en dan het teruggekaatste radarsignaal opvangen en verwerken. Dit heeft als voordeel dat er ook beelden in het donker kunnen gemaakt worden aangezien men geen zonlicht nodig heeft.

## Dataverwerking
De remote sensing-beelden kunnen vaak niet direct gebruikt worden. Afhankelijk van het gebruikte instrument en de gewenste informatie moet er gecorrigeerd worden voor de atmosferische samenstelling, de hoeveelheid bewolking, de topografie, het feit dat de gemeten waarden gediscretiseerd zijn, enzovoort.
De resolutie van remote sensing-beelden neemt in een hoog tempo toe. De kwaliteit van door remote sensing verkregen gegevens bestaat uit de volgende parameters: de ruimtelijke resolutie, de spectrale resolutie, de radiometrische resolutie (hoeveel verschillende intensiteiten van het signaal kan men waarnemen) en de temporele resolutie.

## Dataontsluiting
Remotesensingdata is te koop bij commerciële bedrijven of te downloaden bij dataportalen van de overheid.